# Гомменди, Тристан
Триста́н Гомменди́ (фр. Tristan Gommendy; род. 4 января 1979, Ле-Шене) — французский автогонщик. Победитель Гран-при Макао в 2002. В 2006 Гомменди принял краткое участие в серии GP2 за команду iSport International.
8 марта 2007 года было объявлено о подписании контракта с командой PKV Racing на сезон 2007 Champ Car где он был напарником Нила Яни. В Хьюстоне он лидировал благодаря стратегии с длительным пит-стопом, но сошёл за восемь кругов до финиша. Позднее в Мон-Треблане он стал обладателем поул-позиции.
В данный момент Гомменди принимает участие в серии Суперлига Формула.

## Результаты выступлений

### Ранняя карьера

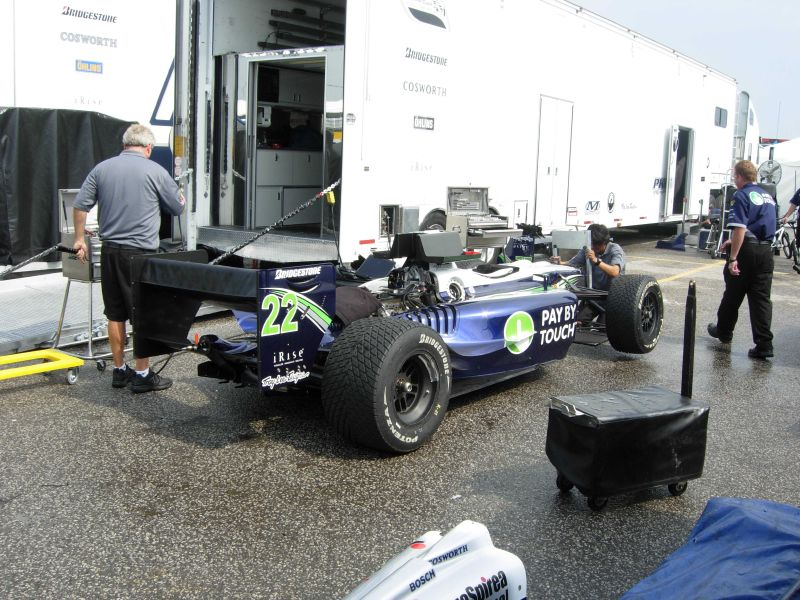
Сезон 2007 Champ Car

| Сезон | Серия                                      | Команда         | Гонки | Поулы | Победы | Подиумы | Место    |
| 2005  | Мировая серия Рено                         | KTR             | 17    | 1     | 1      | 5       | 4        |
| 2004  | Мировая серия Ниссан                       | Saulnier Racing | 18    | 0     | 0      | 5       | 5        |
| 2003  | Еврокубок Формулы-Рено V6                  | ARTA-Signature  | 17    | 3     | 1      | 8       | 4        |
| 2002  | Французская Формула-3                      | ASM             | 14    | 10    | 5      | 10      |          |
| 2001  | Французская Формула-3                      | ASM             | 11    | 1     | 0      | 2       | 6        |
| 2000  | Французская Формула-3 Британская Формула-3 | ASM ?           | ? 1   | ? 0   | ? 0    | ? 0     | 11th НКЛ |
| 1999  | Французская Формула-Рено                   | ?               | ?     | ?     | ?      | ?       | 5        |

### Результаты выступлений в серии GP2
| Легенда к таблице |                                                                    |
| --- | ------------------------------------------------------------------ |
| В таблице перечислены результаты всех Гран-при Формулы-1, в которых принимал участие гонщик. Строками таблицы являются сезоны, столбцами — этапы чемпионата мира. В каждой клетке указаны сокращённое название этапа и результат, дополнительно обозначенный цветом. Расшифровка обозначений и цветов представлена в нижеследующей таблице. |                                                                    |
| \| Пример \| Описание \| \| ------------ \| ------------------------------------------------------------------ \| \| 1 \| Победитель \| \| 2 \| Второе место \| \| 3 \| Третье место \| \| 5 \| Финишировал, заработав очки \| \| Сход \| Не финишировал, но при этом заработал очки \| \| 12 \| Финишировал, не получив очков \| \| НКЛ \| Финишировал, но не попал в финальную классификацию \| \| 15 \| Участвовал вне зачёта, либо по отдельной классификации \| \| 18 \| Не финишировал, но попал в финальную классификацию \| \| Сход \| Не финишировал \| \| НКВ \| Не прошёл квалификацию \| \| НПКВ \| Не прошёл предквалификацию \| \| ДСК \| Дисквалифицирован \| \| ИСК \| Исключён из протокола соревнований \| \| ТТ \| Заявлен для участия только в тренировках \| \| НС \| Участвовал в квалификации, но не стартовал в гонке \| \| Т \| Травмирован или болен \| \| ОТК \| Отказ от участия \| \| НТР \| Прибыл на соревнования, но на трассу не выезжал \| \| НПР \| Был заявлен в числе участников, но не прибыл к началу соревнований \| \| О \| Соревнования отменены \| \| \| Не участвовал \| \| Поул-позиция \| \| \| Быстрый круг \| \| |                                                                    |
| Пример | Описание                                                           |
| 1 | Победитель                                                         |
| 2 | Второе место                                                       |
| 3 | Третье место                                                       |
| 5 | Финишировал, заработав очки                                        |
| Сход | Не финишировал, но при этом заработал очки                         |
| 12 | Финишировал, не получив очков                                      |
| НКЛ | Финишировал, но не попал в финальную классификацию                 |
| 15 | Участвовал вне зачёта, либо по отдельной классификации             |
| 18 | Не финишировал, но попал в финальную классификацию                 |
| Сход | Не финишировал                                                     |
| НКВ | Не прошёл квалификацию                                             |
| НПКВ | Не прошёл предквалификацию                                         |
| ДСК | Дисквалифицирован                                                  |
| ИСК | Исключён из протокола соревнований                                 |
| ТТ | Заявлен для участия только в тренировках                           |
| НС | Участвовал в квалификации, но не стартовал в гонке                 |
| Т | Травмирован или болен                                              |
| ОТК | Отказ от участия                                                   |
| НТР | Прибыл на соревнования, но на трассу не выезжал                    |
| НПР | Был заявлен в числе участников, но не прибыл к началу соревнований |
| О | Соревнования отменены                                              |
| | Не участвовал                                                      |
| Поул-позиция |                                                                    |
| Быстрый круг |                                                                    |

| Год  | Команда              | 1          | 2        | 3          | 4        | 5        | 6        | 7       | 8       | 9          | 10    | 11    | 12    | 13    | 14    | 15    | 16    | 17    | 18    | 19    | 20    | 21    | ЛЗ | Очки |
| ---- | -------------------- | ---------- | -------- | ---------- | -------- | -------- | -------- | ------- | ------- | ---------- | ----- | ----- | ----- | ----- | ----- | ----- | ----- | ----- | ----- | ----- | ----- | ----- | -- | ---- |
| 2006 | iSport International | ВАЛ 1 Сход | ВАЛ 2 11 | САН 1 Сход | САН 2 17 | ЕВР 1 13 | ЕВР 2 12 | ИСП 1 5 | ИСП 2 5 | МОН 1 Сход | ВЕЛ 1 | ВЕЛ 2 | ФРА 1 | ФРА 2 | ГЕР 1 | ГЕР 2 | ВЕН 1 | ВЕН 2 | ТУЦ 1 | ТУЦ 2 | ИТА 1 | ИТА 2 | 20 | 6    |

### Американские серии

#### Результаты выступлений вChamp Car
| Год  | Команда    | 1     | 2      | 3        | 4     | 5        | 6      | 7        | 8     | 9     | 10    | 11       | 12    | 13  | 14  | Команда    | Ранг | Очки |
| ---- | ---------- | ----- | ------ | -------- | ----- | -------- | ------ | -------- | ----- | ----- | ----- | -------- | ----- | --- | --- | ---------- | ---- | ---- |
| 2007 | PKV Racing | LVG 5 | LBH 11 | HOU Сход | POR 7 | CLE Сход | MTT 12 | TOR Сход | EDM Т | SJO 8 | ROA 7 | ZOL Сход | ASN 4 | SRF | MXC | PKV Racing | 12   | 140  |